# Пам'ятник Миколі Святоші (Київ)
Па́м'ятник Мико́лі Свято́ші у Києві — монумент на честь святого преподобного Печерського чудотворця, князя Святослава-Панкратія Давидовича Чернігівського (Миколи Святоші), від імені якого походить назва Святошина. Встановлений неподалік будівлі Святошинської райради та держадміністрації 17 лютого 2006 року.

## Галерея

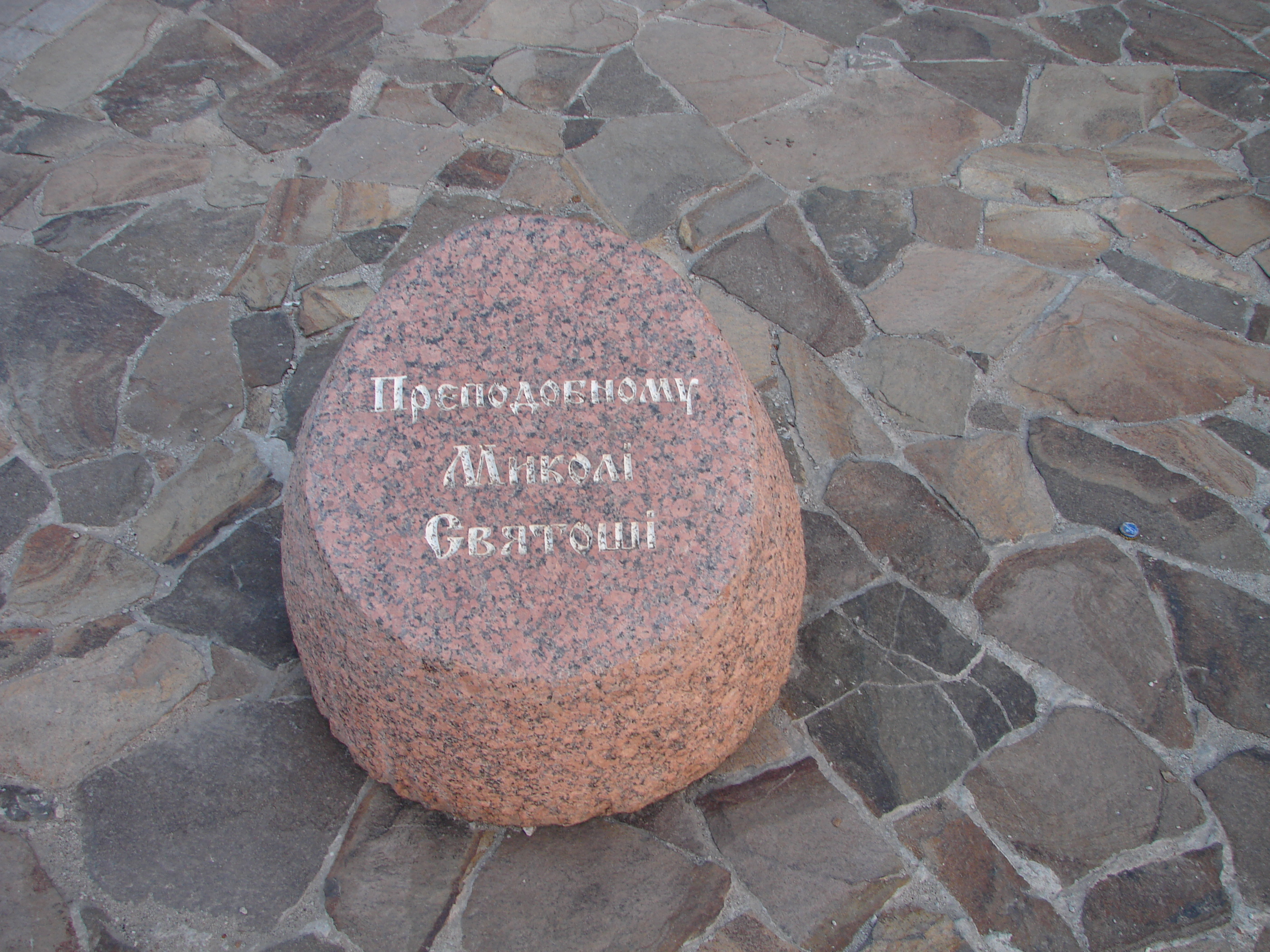
Камінь з іменем Святого